# Kroatische Bauernpartei
Die Kroatische Bauernpartei (kroatisch Hrvatska seljačka stranka, HSS) wurde im Dezember 1904 von Stjepan Radić und Antun Radić in Zagreb unter dem Namen Kroatische Volks- und Bauernpartei (HPSS, Hrvatska Pučka Seljačka Stranka) gegründet. 1920 wurde sie in Kroatische Republikanische Bauernpartei (HRSS) und 1925 in Kroatische Bauernpartei umbenannt.

## Die Bauernpartei in der ersten Hälfte des 20. Jahrhunderts
Die HPSS vor dem Ersten Weltkrieg befürwortete die nationale Einheit der Kroaten, Slowenen und Serben. Sie forderte das allgemeine Wahlrecht sowie soziale und kulturelle Reformen zugunsten der Bauern. Die HPSS lehnte die Zusammenarbeit mit dem Königreich Ungarn gegen Österreich, wie sie die Resolution von Fiume/Rijeka von 1905 forderte, ab. Sie kämpfte vielmehr für die Vereinigung der administrativ geteilten kroatischen Regionen Slawonien, Dalmatiens und Zentralkroatien im Rahmen der Habsburger Monarchie und für die Aufhebung des ungarisch-kroatischen Ausgleichs.
In den Wahlen zur verfassunggebenden Versammlung des Königreiches der Serben, Kroaten und Slowenen, bei denen erstmals in Kroatien das allgemeine Wahlrecht für Männer galt, gewann in Kroatien-Slawonien die Kroatische Bauernpartei unter Stjepan Radić, die vor dem Krieg nur eine geringe Rolle gespielt hatte, die absolute Mehrheit der Stimmen. In Dalmatien hingegen behielten zunächst bürgerliche Gruppierungen aus dem Umfeld des vormaligen Jugoslawischen Komitees die Mehrheit.
Die Kroatische Bauernpartei lehnte die Gründung des Königreichs der Serben, Kroaten und Slowenen in der Form, wie sie stattgefunden hatte, ab. Unter Berufung auf das vom amerikanischen Präsidenten Woodrow Wilson proklamierte Selbstbestimmungsrecht der Völker verlangte sie die Anerkennung eines separaten Selbstbestimmungsrechtes für Kroatien und ebenso die anderen südslawischen Völker. Zudem lehnte sie die monarchische Staatsform ab und verlangte für Kroatien die Gründung einer Republik.
Da im Prozedere der verfassunggebenden Versammlung ein Vetorecht der einzelnen Völker nicht anerkannt wurde und zudem die monarchische Staatsform nicht in Frage gestellt werden durfte, boykottierten die Abgeordneten der Kroatischen Bauernpartei diese und erarbeiteten stattdessen eine Verfassung für eine Bauernrepublik Kroatien, die Teil einer zukünftigen Konföderation südslawischer Bauernrepubliken werden sollte. Diese blieb jedoch aufgrund der realen Machtverhältnisse bloßes Papier.
Die durch den Boykott der Kroatischen Bauernpartei und das Fehlen der Abgeordneten der Kommunistischen Partei Jugoslawiens, die kurz nach den Wahlen als „staatsfeindlich“ verboten worden war, zahlenmäßig geschrumpfte Verfassunggebenden Versammlung verabschiedete 1921 mit knapper Mehrheit eine Verfassung, die eine zentralistische Staatsorganisation und die Auflösung der historischen Provinzen vorsah, was den Serben als zahlenmäßig größtem Volk de facto die Vorherrschaft sicherte.
Nach dem Besuch von Radić am 1. Juli 1924 in Moskau war die HSS bis zum 27. März 1924 Teil der Bauerninternationale. Heinz Gollwitzer hält nicht plötzliche kommunistische Tendenzen für ursächlich, sondern sieht darin eher eine Verzweiflungstat aus Mangel an (insbesondere internationalen) Alternativen, nachdem US-Präsident Woodrow Wilson nicht die erhoffte Unterstützung zusicherte (siehe auch 14-Punkte-Programm).
Die Kroatische Bauernpartei verzeichnete in der Folge weiteren Zulauf und wurde auch in Dalmatien und unter den Kroaten Bosnien-Herzegowinas zur stärksten Partei. Nachdem sie mit reiner Boykottpolitik keinen Erfolg gehabt hatte, gab sie den Boykott des Zentralparlamentes und die Ablehnung der Monarchie auf und beteiligte sich zeitweise auch an der Zentralregierung. Bis 1925 unterstützte sie eine Regierung aus serbischen Demokraten, der „Slowenischen Volkspartei“ und der „Jugoslawischen Muslimischen Organisation“. Zwischen 1925 und 1927 bildete sie eine Koalitionsregierung mit den serbischen „Radikalen“.
Am 20. Juni 1928 erschoss ein montenegrinischer Abgeordneter in der laufenden Parlamentssitzung vier Abgeordnete der kroatischen Bauernpartei, darunter deren Führer Stjepan Radić.
Nach der Besetzung und Zerschlagung Jugoslawiens durch deutsche und italienische Truppen im Frühjahr 1941 übertrugen diese der Ustascha die Macht in dem für „selbständig“ erklärten Unabhängigen Staat Kroatien (NDH), nachdem die Kroatische Bauernpartei unter Vladko Maček die Kollaboration mit den Achsenmächten verweigert hatte.
Nach 1945 ging die Partei in der sogenannten Volksfront (ab 1953 Sozialistischer Bund der Werktätigen Jugoslawiens) auf und spielte keine eigenständige Rolle mehr.

## Die Bauernpartei in der heutigen Republik Kroatien
Die HSS hat eine feste Wählerschaft unter der ländlichen und suburbanen Bevölkerung Nord- und Ostkroatiens. Sie ist moderat-konservativ; im Jahr 2000 nahm sie an einer Mitte-links-Koalition teil.
Im März 2007 kündigte die Partei an, bei den Parlamentswahlen im Herbst 2007 in einer Koalition mit der Kroatischen Sozial-Liberalen Partei (HSLS) anzutreten. Nach den Wahlen beteiligten sich die Kroatische Bauernpartei und die HSLS an einer Regierungskoalition mit der HDZ. Nach den Parlamentswahlen 2011 ging die HSS mit nur einem Parlamentssitz in die Opposition. Aktuell hat sie fünf Parlamentssitze sowie eine Abgeordnete im Europaparlament. 2019 erklärte sie ihren Austritt aus der Fraktion der Europäischen Volkspartei wegen deren Unterstützung für Viktor Orbán, der über Geschäftsleute Medien in Kroatien aufkaufe, die nunmehr „Hass verbreiteten“. Im Juni 2019 beschloss die Partei ein neues Parteiprogramm mit dem Namen Nova Republika, in dem sie sich als „modern, progressiv, republikanisch und grüner Politik“ zugewandt definierte.